# SH-60 (航空機)
SH-60 シーホーク
 HH-60 レスキュー/ジェイホーク
 MH-60 シーホーク
SH-60B シーホーク
- 用途：対潜戦、捜索救難
- 分類：中型ヘリコプター
- 製造者：シコルスキー・エアクラフト
- 運用者
  -  アメリカ合衆国（海軍、沿岸警備隊）
  -  日本（海上自衛隊）
  -  オーストラリア（オーストラリア海軍）
  -  中華民国（中華民国海軍）
- 初飛行：1979年12月12日（YSH-60B）
- 生産数：938機（MH-60R/S）
- 運用開始：1979年
- 運用状況：現役
- ユニットコスト：281万USドル（MH-60S）
- 原型機：UH-60
- サブタイプ：SH-60J/SH-60K/SH-60L

SH-60B シーホーク（英語: SH-60B Seahawk）は、シコルスキー・エアクラフトが製造し、アメリカ海軍で使用されている哨戒ヘリコプター。まず艦載ヘリコプター（LAMPS）として開発されたのち、航空母艦用の艦上機や救難機なども派生した。

## 概要
SH-60は当初、駆逐艦などに搭載されるLAMPS Mk IIIの多目的ヘリコプター、SH-60B シーホークとして開発された。UH-60A/S-70Aの改設計型であり、社内呼称はS-70B。艦載機とするため、折り畳み機構が改良され、尾輪の位置もより前方に移された。
その後、派生型として、航空母艦搭載の艦上対潜哨戒用としてSH-60F オーシャンホークが開発された。また、救難用のHH-60H レスキューホーク、沿岸警備隊のHH-60J ジェイホークなども派生した。
1990年代末より、アメリカ海軍では艦載ヘリコプターをさらに多目的化し、運用機種を整理することとした。これにより、2015年度までにSH-60B、SH-60F、HH-60Hのほぼ全機が退役し、MH-60R、MH-60Sへの代替が完了している。（シエラ・ロメオ化）このほか、沿岸警備隊では、HH-60Jの改良型としてのMH-60Tによって代替されることになっている。
その他、日本は独自開発の派生型としてSH-60J（通称ホワイトホーク）、機体フレームまでも拡大したSH-60K・SH-60Lを開発しているほか、台湾やオーストラリア、ギリシャなども独自の運用要求を加味した機体（S-70Bシリーズ）を輸入している。

### アメリカ軍・海上自衛隊SH-60系発展系統図
|  |  |  |  |                |                | (UH-60A)       |                |                |                |  |  |        |        |        |        |        |        |        |        |        |        |        |        |          |          |          |          |          |          |        |        |        |        |        |        |  |  |          |          |          |          |          |          |
|  |  |  |  |                |                |                |                |                |                |  |  | SH-60B |        |        |        |        |        |        |        |        |        |        |        |          |          |          |          |          |          |        |        |        |        |        |        |  |  |          |          |          |          |          |          |
|  |  |  |  |                |                |                |                |                |                |  |  |        |        |        |        |        |        |        |        |        |        |        |        |          |          |          |          |          |          |        |        |        |        |        |        |  |  |          |          |          |          |          |          |
|  |  |  |  |                |                |                |                |                |                |  |  |        |        |        |        |        |        |        |        |        |        |        |        |          |          |          |          |          |          |        |        |        |        |        |        |  |  |          |          |          |          |          |          |
|  |  |  |  |                |                |                |                |                |                |  |  |        |        |        |        |        |        |        |        |        |        |        |        |          |          |          |          |          |          |        |        |        |        |        |        |  |  |          |          |          |          |          |          |
|  |  |  |  | 海上自衛隊向け | 海上自衛隊向け | 海上自衛隊向け | 海上自衛隊向け | 海上自衛隊向け | 海上自衛隊向け |  |  |        |        |        |        |        |        | SH-60F | SH-60F | SH-60F | SH-60F | SH-60F | SH-60F |          |          |          |          |          |          |        |        |        |        |        |        |  |  |          |          |          |          |          |          |
|  |  |  |  | 海上自衛隊向け | 海上自衛隊向け | 海上自衛隊向け | 海上自衛隊向け | 海上自衛隊向け | 海上自衛隊向け |  |  |        |        |        |        |        |        | SH-60F | SH-60F | SH-60F | SH-60F | SH-60F | SH-60F |          |          |          |          |          |          |        |        |        |        |        |        |  |  |          |          |          |          |          |          |
|  |  |  |  | SH-60J         | SH-60J         | SH-60J         | SH-60J         | SH-60J         | SH-60J         |  |  |        |        |        |        |        |        |        |        |        |        |        |        | (UH-60L) | (UH-60L) | (UH-60L) | (UH-60L) | (UH-60L) | (UH-60L) | HH-60H | HH-60H | HH-60H | HH-60H | HH-60H | HH-60H |  |  | HH-60J   | HH-60J   | HH-60J   | HH-60J   | HH-60J   | HH-60J   |
|  |  |  |  | SH-60J         | SH-60J         | SH-60J         | SH-60J         | SH-60J         | SH-60J         |  |  |        |        |        |        |        |        |        |        |        |        |        |        | (UH-60L) | (UH-60L) | (UH-60L) | (UH-60L) | (UH-60L) | (UH-60L) | HH-60H | HH-60H | HH-60H | HH-60H | HH-60H | HH-60H |  |  | HH-60J   | HH-60J   | HH-60J   | HH-60J   | HH-60J   | HH-60J   |
|  |  |  |  |                |                |                |                |                |                |  |  |        |        |        |        |        |        |        |        |        |        |        |        |          |          |          |          |          |          |        |        |        |        |        |        |  |  |          |          |          |          |          |          |
|  |  |  |  |                |                |                |                |                |                |  |  |        |        |        |        |        |        |        |        |        |        |        |        |          |          |          |          |          |          |        |        |        |        |        |        |  |  |          |          |          |          |          |          |
|  |  |  |  | SH-60K         | SH-60K         | SH-60K         | SH-60K         | SH-60K         | SH-60K         |  |  | MH-60R | MH-60R | MH-60R | MH-60R | MH-60R | MH-60R |        |        |        |        |        |        | MH-60S   | MH-60S   | MH-60S   | MH-60S   | MH-60S   | MH-60S   |        |        |        |        |        |        |  |  | 0MH-60T0 | 0MH-60T0 | 0MH-60T0 | 0MH-60T0 | 0MH-60T0 | 0MH-60T0 |
|  |  |  |  | SH-60K         | SH-60K         | SH-60K         | SH-60K         | SH-60K         | SH-60K         |  |  | MH-60R | MH-60R | MH-60R | MH-60R | MH-60R | MH-60R |        |        |        |        |        |        | MH-60S   | MH-60S   | MH-60S   | MH-60S   | MH-60S   | MH-60S   |        |        |        |        |        |        |  |  | 0MH-60T0 | 0MH-60T0 | 0MH-60T0 | 0MH-60T0 | 0MH-60T0 | 0MH-60T0 |
|  |  |  |  | SH-60L         |                |                |                |                |                |  |  |        |        |        |        |        |        |        |        |        |        |        |        |          |          |          |          |          |          |        |        |        |        |        |        |  |  |          |          |          |          |          |          |

## LAMPSヘリコプター（SH-60B シーホーク）

### 来歴

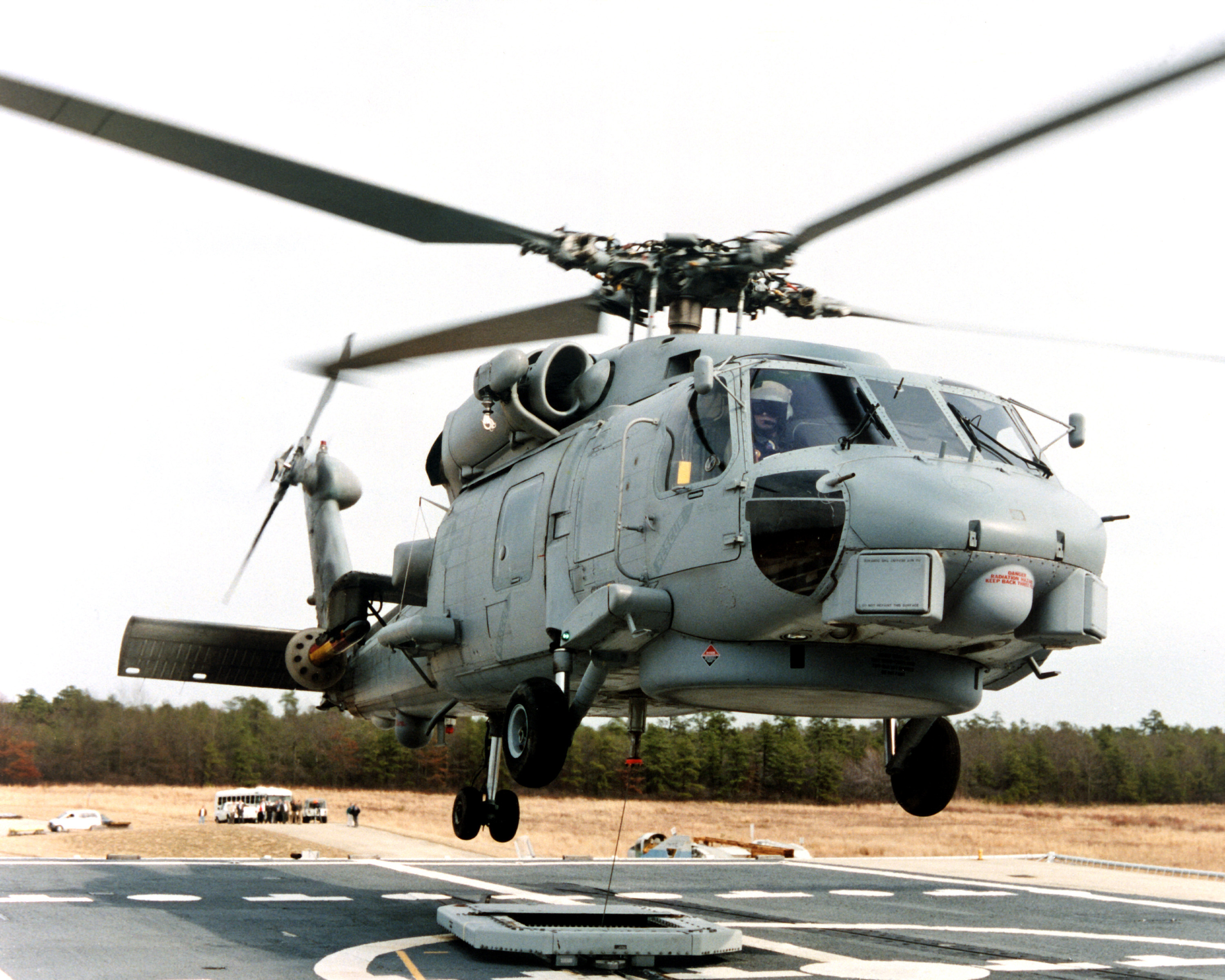
地上試験にて、RASTによる着陸を行なうSH-60B。シャトルと機体とがRASTケーブルによってつながれている

軽空中多目的システム（LAMPS）は、艦載ヘリコプターを水上艦の戦闘システムの一部として、そのセンサーや攻撃手段の三次元的な延長として運用するという運用構想である。対潜哨戒機として対潜戦を担うだけでなく、対水上戦でも目標捜索を行ない、必要に応じて自らも空対艦ミサイルによって攻撃を実施する。また、副次任務として、捜索救難や電子戦、補給輸送から指揮連絡、沿岸目標の攻撃に至るまで、多目的に運用される。
LAMPSの初期型であるLAMPS Mk Iでは、小規模な設備からも運用できるように小型のSH-2ヘリコプターを使用していたが、機体が小型であるために制約が多く、性能に限界があったため、より大型で高性能のヘリコプターによるLAMPS Mk IIIの開発が決定された。
LAMPS Mk IIIの要求仕様は1973年10月に決定され、1976年6月には提案要求がなされた。これに対し、ボーイング・バートル社、ウエストランド社、シコルスキー社が応募したが、最終的に、当時アメリカ陸軍が進めていたUTTAS（汎用戦術輸送航空機システム）で採用されていたUH-60Aを基にした案が採用され、IBMを主契約者としてSH-60B シーホークが開発された。SH-60BがLAMPS Mk IIIのヘリコプターに選定されたのは1977年であり、試作機であるYSH-60B（161169）は1979年12月に初飛行した。1982年より量産機の調達が開始され、部隊配備は1983年から開始された。

### 設計
上記の通り、基本設計はシコルスキー社のUH-60Aをベースにしているが、多くの点で改設計が施されており、シコルスキー社の社内番号としても、UH-60AではS-70Aと称されていたのに対し、SH-60BはS-70Bに改番された。
設計変更は艦上運用への対応を主眼としている。艦上の狭い格納庫に収納するため、テイルブーム及び水平尾翼は手動折りたたみ、メインローターは電動による折りたたみに対応した。尾輪位置も変更され、複列式となっている。また駆逐艦・フリゲートなどの狭いヘリコプター甲板での運用に対応してローターブレーキを追加するとともにRAST（Recovery Assist, Secure and Traverse）着艦拘束装置が装備されている。一方、過酷な野戦環境での乱暴な離着陸を考慮しなくて良いので、主脚はやや簡素化されたほか、装甲板も撤去された。このほか、ドアのスライド開閉方式への変更、HIFR用装備の追加、フローテーション・バッグの装備、救助ホイストの追加などが施された。
またLAMPS用装備の搭載に対応して、エンジンはより強力なT700-GE-401（1,725馬力）に換装されたほか、所定の航続性能を確保するため、燃料タンクも大型化された。このようにSH-2Fと比べて大きく機体性能が向上したことから、行動時間は2時間、進出距離は100海里 (190 km)以上に延伸されて、第2・3CZでの行動も想定されるようになった。

### 装備

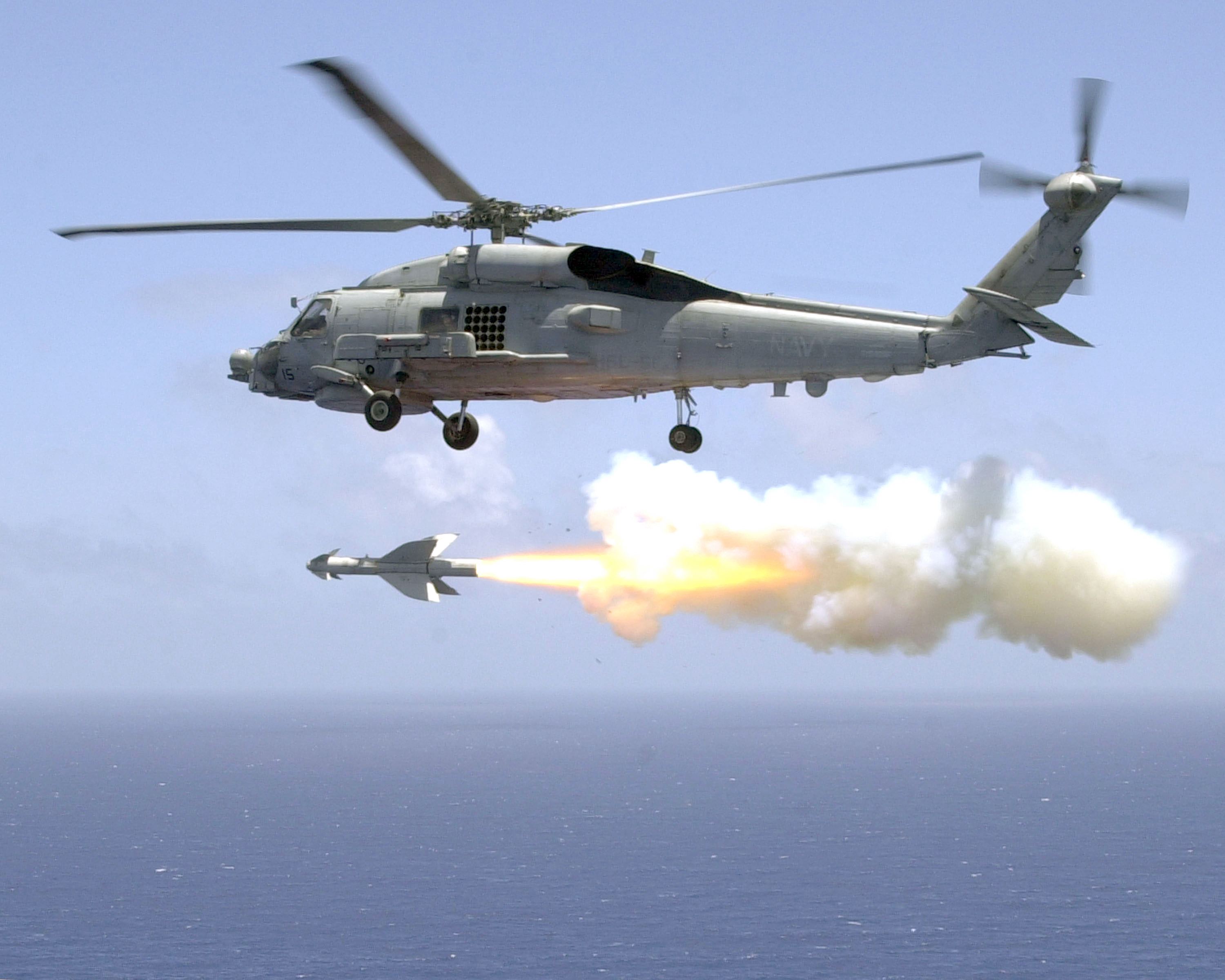
ペンギン空対艦ミサイルを発射するSH-60B

SH-60Bでは、前任のSH-2Fと比して機体規模が大きく拡大されたことから、装備も大幅に拡充された。
対潜センサーとしてソノブイおよび磁気探知装置（MAD）を使用する点では同様だが、ソノブイ搭載数は25本に増大しており、ソノブイ受信機は31チャンネルのAN/ARR-75を搭載した。またレーダーはAN/APS-124、電波探知装置はAN/ALQ-142に更新されている。そして大きな改善点が、機上にAN/UYS-1音響信号処理装置およびAN/AYK-14電子計算機を搭載して、限定的ながら独立行動能力も備えた点である。これを母艦の戦術情報処理装置と連接するためのAN/ARQ-44データリンク装置も搭載されており、艦側のAN/SRQ-4データリンク装置とCバンドのリンクで通信する。
イラン・イラク戦争の際にペルシア湾に派遣された25機には、AN/ALQ-144赤外線妨害装置、AN/ALE-39チャフ・フレア投射装置、AN/AAR-47ミサイル警報装置、そして7.62mm機銃が設置されたほか、うち7機にはAN/AAS-38 FLIRが搭載された。その後、1987年発注のロット9以降では、LAMPS IIIブロックIとしてメジャーアップデートが図られた。新型のMk.50魚雷およびペンギン空対艦ミサイルの運用能力が付与されたほか、ソノブイ受信機は99チャンネルのARR-84に更新され、ARC-182無線機が導入されたほか、GPS受信機も導入された。
またその後、ヘルファイア空対艦ミサイルの導入も進められた。これはAN/AAS-44 FLIR・レーザー目標指示装置の装備と歩調を合わせたものであり、1995年3月に最初の発射試験が行われた。

## 艦上対潜ヘリコプター（SH-60F オーシャンホーク）
LAMPS用のSH-60Bから派生したのが、1987年より配備を開始したSH-60F オーシャンホークである。これは、SH-3H シーキングの後継として航空母艦に搭載され、空母戦闘群周辺での対潜作戦を担当する、いわゆるCVヒーロー（HELO）である。前任機のシーキングは各国で長く使用されている名機であったが、SH-60Fは、より小型でありながら、それよりも優れた飛行性能を備えている。
CV HELOは、正式名称を空母内側ゾーン対潜ヘリコプター（Aircraft Carrier Inner Zone Anti-Submarine Warfare Helicopter）と称し、空母戦闘群の護衛艦、およびそれらが搭載するLAMPSヘリコプターの対潜バリアーを突破してきた潜水艦を撃破することを目的としている。従って、その担当水域は比較的狭く、かつ、護衛艦部隊の警戒をかいくぐれるような敵は静粛性に優れていることが予想されるので、対潜センサーとしては、アクティブ・モードの吊下式ソナーを使用する。吊下式ソナーは、ソノブイよりも目標捕捉精度が高い（方位解析精度3度、測距精度45メートルと言われる）ため、敵潜水艦が近ければ、ソナー探知に続いて即座に攻撃を行なうことができる。これは、空母という護衛対象が間近にいることを考えると、極めて重要な特性である。
SH-60Fは、基本的にSH-60Bをベースとしてはいるが、このように求められる任務が異なるので、設計変更された部分も多い。まず、LAMPS Mk III用の電子装備に代わり、内側ゾーン用の対潜アビオニクスが搭載されている。センサーとして、水上レーダーやMADバード、ソノブイ投射機は搭載せず、AN/AQS-13吊下式ソナーに変更された。吊下式ソナーの運用に対応して、自動操縦システムのプログラムも書き換えられており、例えば前進飛行から、より迅速にホバリングに移れるようになった。また、対水上捜索も不要なので、APS-124レーダーも撤去されたが、これは外見からSH-60BとSH-60Fを区別するための重要な識別点である。さらに、駆逐艦などよりはるかに安定した空母の飛行甲板で発着艦するので、RASTも撤去された。また、航続距離延長のために機内に燃料タンクが増設され、空母から50kmを進出して、100ノットでの移動とホバリングしてのソナー吊下げを繰り返しつつ、10%の燃料を残して4時間の作戦行動が可能となっている。ただし、空母搭載機の事故などの際に捜索救難を実施するため、救助ホイストは残されている。

## 統合多用途艦載ヘリコプター（MH-60R シーホーク）

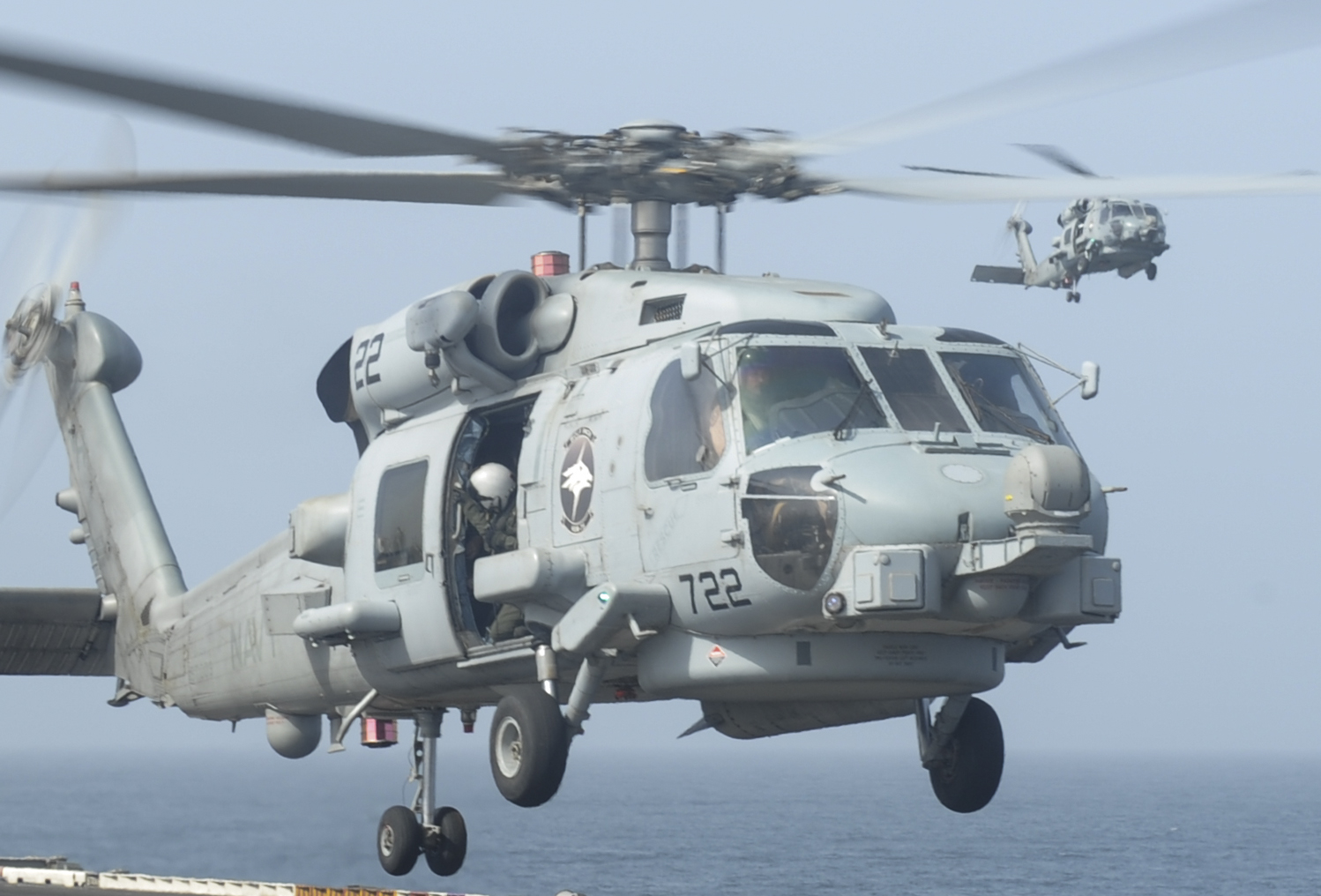
「ニミッツ」に着艦するMH-60R LAMPS Mk III

MH-60R シーホークは、当初 SH-60R ストライクホークと呼ばれており、LAMPS Mk III Block IIで使用されるヘリコプターとして開発された。SH-60Rは、LAMPSヘリコプターとCV-HELOを統合する機体であり、その多目的性を強調するため、2001年5月25日、機体の正式名はMH-60Rに変更された。
当初は、LAMPS用のソノブイとCV-HELO用の吊下式ソナーを兼ね備えた機体として構想されていたが、機体の性能的な問題から、のちに必要に応じて積み替えることとなった。機上音響信号処理装置として、SH-60BのAN/UYS-1に代わって、新型のAN/UYS-2 EMSP（Enhanced Modular Signal Processor）を採用することで、吊下式ソナーとソノブイ8基、もしソノブイだけであれば16基の情報を同時に処理できるようになった。吊下式ソナーとしては低周波のAN/AQS-22 FLASHが搭載され、ソノブイ発射機も新型化された。一方、MADは削除された。レーダーはAN/APS-147合成開口レーダー、電波探知装置（ESM）はAN/ALQ-210に更新された。またSH-60Bなどの改修機と同様に、AN/AAS-44 FLIR・レーザー目標指示装置も搭載して、ヘルファイア空対艦ミサイルの運用能力も備えた。コクピットはグラスコックピット化されている。
まずSH-60B 2機が試作機としてSH-60R仕様に改修されて、1999年8月5日にロールアウトし、同年12月11日に初飛行した。その後、更に4機の供試機が製作され、2002年2月より順次に納入された。これらの機体による試験・開発を経て、2005年より艦隊配備を開始した。
その後、2017年度までに291機を納入して、調達を終了した。ただし機体の改良はその後も継続されている。
安価な無人航空システム（UAS）の発達と、これに伴い水上艦に対するUASからの攻撃が頻発していること受けて、2025年には対UAS戦闘でも重要な役割を担うようになった。

## 救難ヘリコプター（HH-60H レスキューホーク）

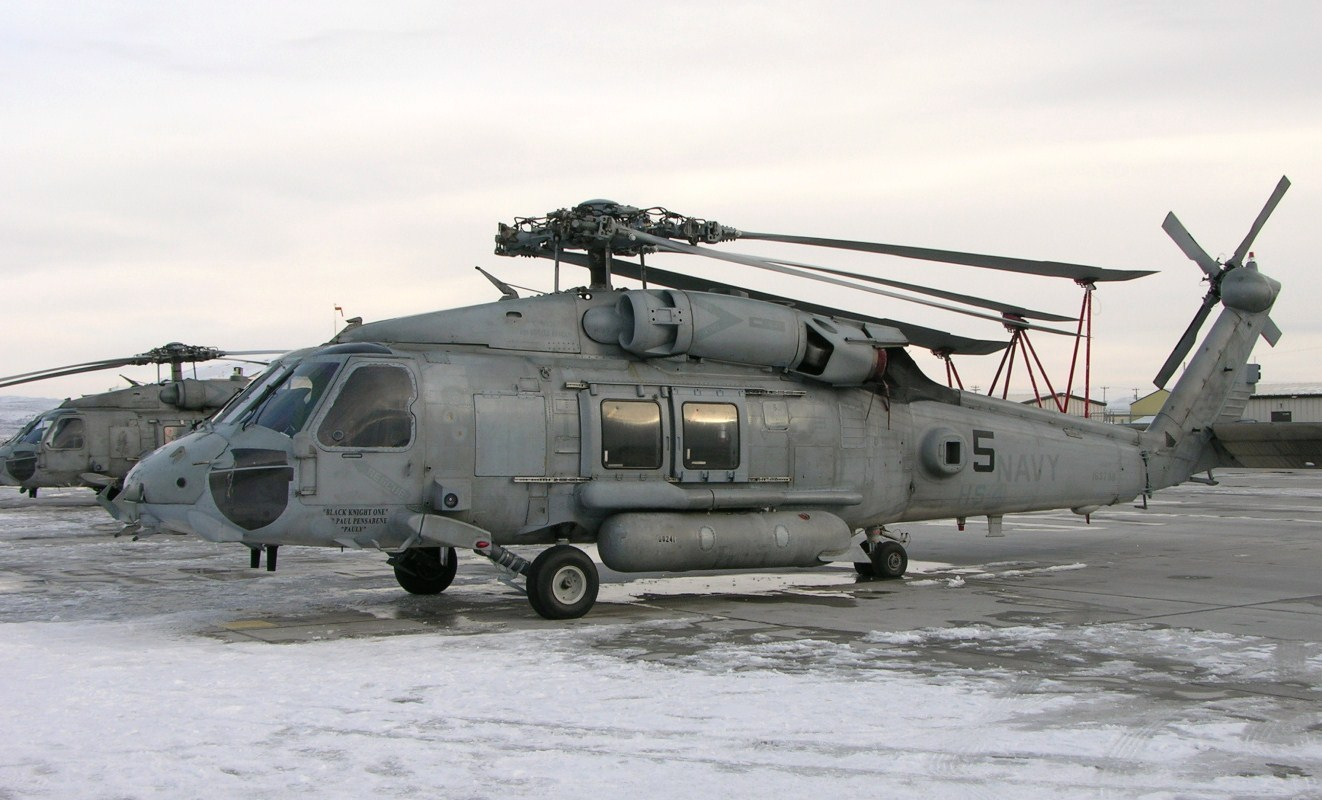
HH-60H レスキューホーク

SH-60Fからは、さらに救難ヘリコプターが派生した。上述のとおり、空母搭載のSH-60F対潜ヘリコプターも副次的に捜索救難任務を行なえるため、HH-60Hは戦闘捜索救難も含めた、より特殊な任務に対応している。SH-60Fのような対潜器材を搭載していないため、キャビンにはスライドドアが設けられ、スタブウイングはヘルファイアミサイル搭載に対応した。12.7mmM2機関銃等のドアガン装備も行われた。1996年までに42機が製造された。
HH-60Hは、戦闘捜索救難型ヘリコプター（HCS）として採用され、空母搭載機が撃墜されて、脱出した乗員が敵の支配地域に降下した場合の戦闘捜索救難を担っている。また、アメリカ海軍特殊部隊（Navy SEALs）の投入や回収への使用も考慮されており、機体そのものはSH-60Fをベースにしているとはいえ、搭載する装備は、むしろ空軍の特殊作戦用ヘリコプターであるHH-60 ペイブ・ホークに近いものとなっている。戦闘捜索救難においては、250海里を進出して非友好地域に降下した4名を救出し、また、特殊作戦時には200海里を進出して8名の特殊部隊員を投入/回収できることとなっている。

## 沿岸警備隊救難ヘリコプター（HH-60J ジェイホーク、MH-60T ジェイホーク）

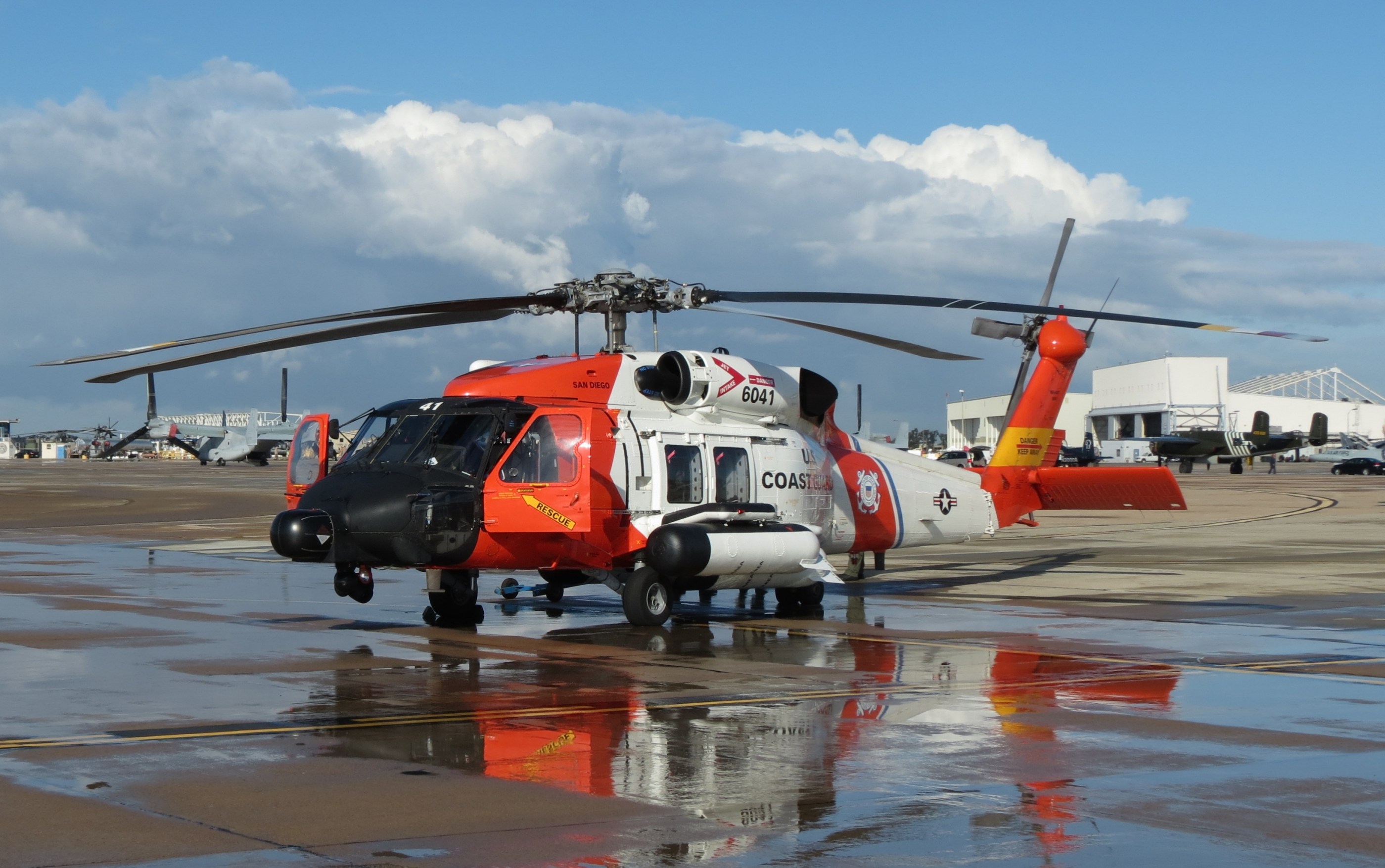
HH-60J ジェイホーク

HH-60J ジェイホーク（en:HH-60 Jayhawk）は、沿岸警備隊向けの救難ヘリコプターである。中距離救難型ヘリコプター（MRR, Medium Range Recovery Helicopters）として採用され、設計面ではSH-60F、直接的にはHH-60Hをベースとしてはいる。海軍のHH-60H レスキューホークが戦闘捜索救難も考慮して重武装も可能としているのに対し、沿岸警備隊のHH-60J ジェイホークは、重武装を考慮せず、より純粋な捜索救難に絞った機体である。武装は、必要に応じて自衛用機銃を装備できるのみである。キャビン内には6名用の折りたたみ座席と、2つのキャビン要員用回転式座席が設置されており、機内の補助燃料タンクは廃止されているが、かわって、前部左舷のパイロンに増槽が搭載できるようになっている。これにより、HH-60Jは480kmを進出して、その場に45分間留まって6人を回収し、十分な燃料を残して帰還できる。42機が製造された。
HH-60Jは1990年より、HH-3F ペリカンの後継機として42機が調達された。なお、沿岸警備隊は2000年代に入り、ディープウォーター計画のもとで各種装備の刷新をはかっている。HH-60Jも、対テロ戦に対応するため、MH-60Tとして強化されることとなった。主な改良点は、グラスコックピットの導入、航法・通信・センサーの更新等である。2002年より検討が開始され、2007年にMH-60T試作機が完成、順次改修作業がなされ、2014年にかけてMH-60Tへの改修が完了した。改修母機には、HH-60Jのみならず、海軍のSH-60Fが含まれている。
HH-60Jは巡視船への搭載も可能であるが、中距離捜索救難を目的としており、調達機数も少なく、また、大型で甲板上での取り回しが困難であることから、搭載機としては、より小型の短距離捜索救難機であるHH-65 ドルフィンが使用されることが多い。

## 多用途・補給支援ヘリコプター（MH-60S ナイトホーク）

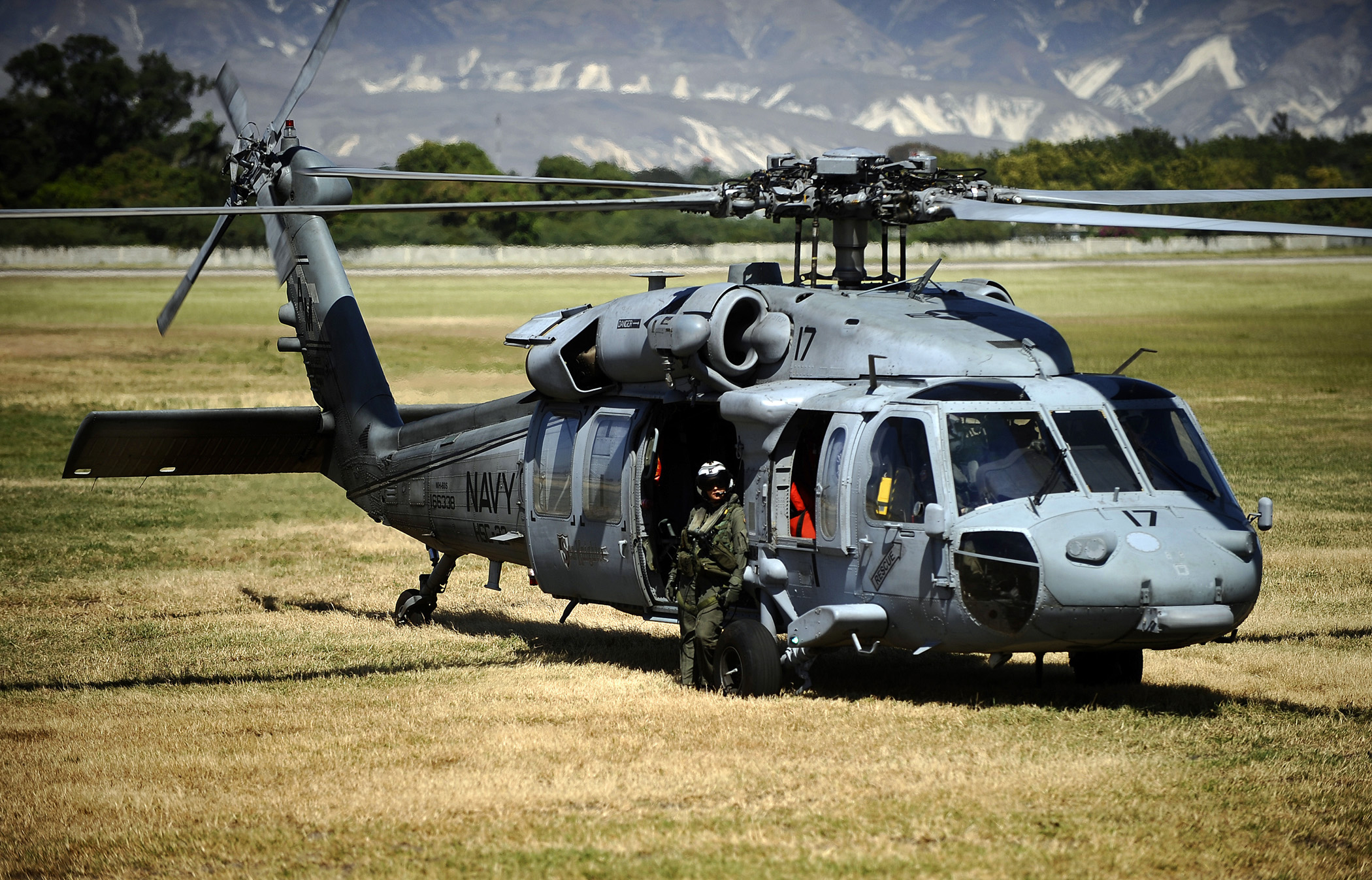
MH-60S ナイトホーク

MH-60S ナイトホークは、当初CH-60Sと命名されていたように、CH-46 シーナイトの後継である輸送ヘリコプターとして計画されていた。しかし、MH-60Rと同様に多用途化が図られ、HH-60H レスキューホークの戦闘捜索救難任務や、MH-53E シードラゴンの掃海ヘリコプターの代替としての用途も加えられた。これを踏まえて、アメリカ海軍では再設計も検討されたが、調達費の問題で頓挫したため、陸軍の新しい改良型であるUH-60L ブラックホークの機体を土台にし、SH-60B シーホークの機構も加えて設計された。2000年1月初飛行。
UH-60Lがベースのため、尾輪も位置もテイルブーム後端にあり、対機雷戦装備が搭載可能であるがレーダーやソナー等は装備していない。ただしコックピットはMH-60Rと共通化されている。
2017年までに275機が生産されている。その後も、配備は続けられている。

## アメリカ国外での運用

### 海上自衛隊

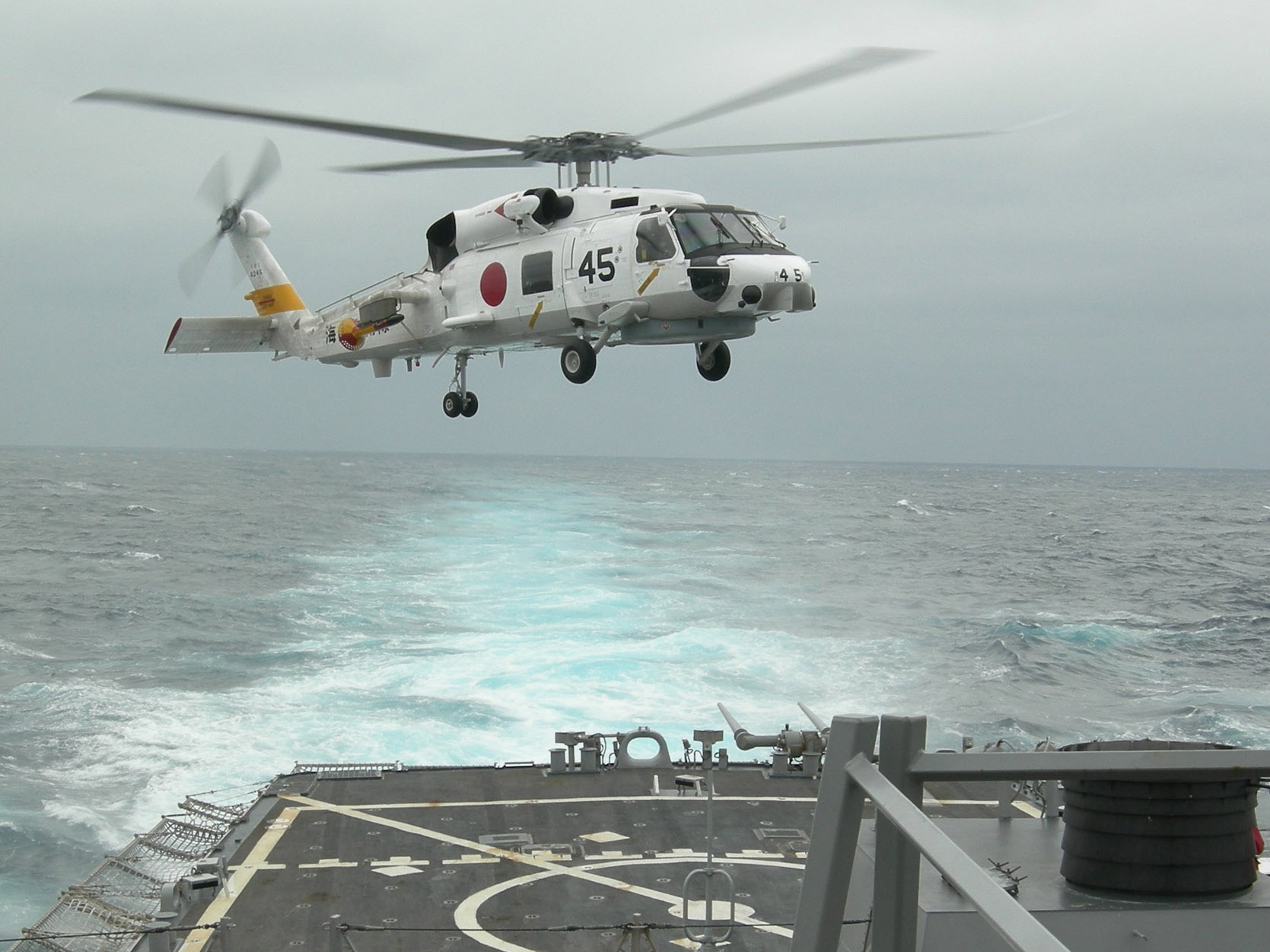
アーレイ・バーク級ミサイル駆逐艦への着艦を試みるSH-60J

海上自衛隊は、HSS-2Bの後継としてSH-60を採用した。当初はSH-60Bの機体にHSS-2Bのシステムを組み合わせるだけの予定だったが、結局、技術研究本部が新規開発したシステムが搭載されることになり、1991年6月28日に部隊使用承認を受けた。
機体は三菱重工業がライセンス生産しており、シコルスキー社ではS-70B-3と呼称される。戦術情報処理表示装置（HCDS）やHPS-104レーダー、HLR-108逆探装置などは国産化されており、またソノブイとHQS-103吊下式ソナーを兼ね備えて、SH-60Bが担当する広域対潜戦と、SH-60Fが担当する近接対潜戦とを1機種で対応する機種といえる。
またその後、後継としてSH-60Kが開発された。SH-60Jの機体を全体に拡張して再設計するとともにシステムも刷新したもので、2001年（平成13年）に初飛行し、平成16年度末に部隊使用承認を受け、2005年（平成17年）度より配備が開始された。

### オーストラリア海軍
オーストラリア海軍は、アデレード級フリゲートの配備とともに、RAWS（role adaptable weapon system）哨戒ヘリコプターとしてS-70B-2の採用を決定し、まず1984年10月6日に8機が、1986年5月に更に8機が追加された。
機体構造はSH-60Bと同様だが、アビオニクスは大きく刷新されており、スーパーサーチャー・レーダーやCAE磁気探知機、CDCソノブイ処理装置、ロックウェル・コリンズ社製の戦術情報処理表示装置などを搭載している。兵装としてはMk.46 mod.5魚雷のほか、FN MAG機関銃も搭載できる。またその後、SEA-1405計画としてアップグレードが発動され、AES-210電波探知装置（ESM）、AN/AAQ-27 FLIR、AN/AAR-54ミサイル警報装置が搭載された。
2014年からは後継となるMH-60Rの受領を開始し、2017年に全24機の受領を完了。
さらに2021年には12機の追加購入を決定した。2022年には、運用停止中のMRH90「タイパン」6機を早期退役させる代替の12機、2021年に事故で全損した1機の代替となる計13機のMH-60Rを総額25億オーストラリア・ドルで追加購入し、配備先のアルバトロス基地の機能強化を3億6,000万オーストラリア・ドルで行うこととなった。

### ギリシャ海軍

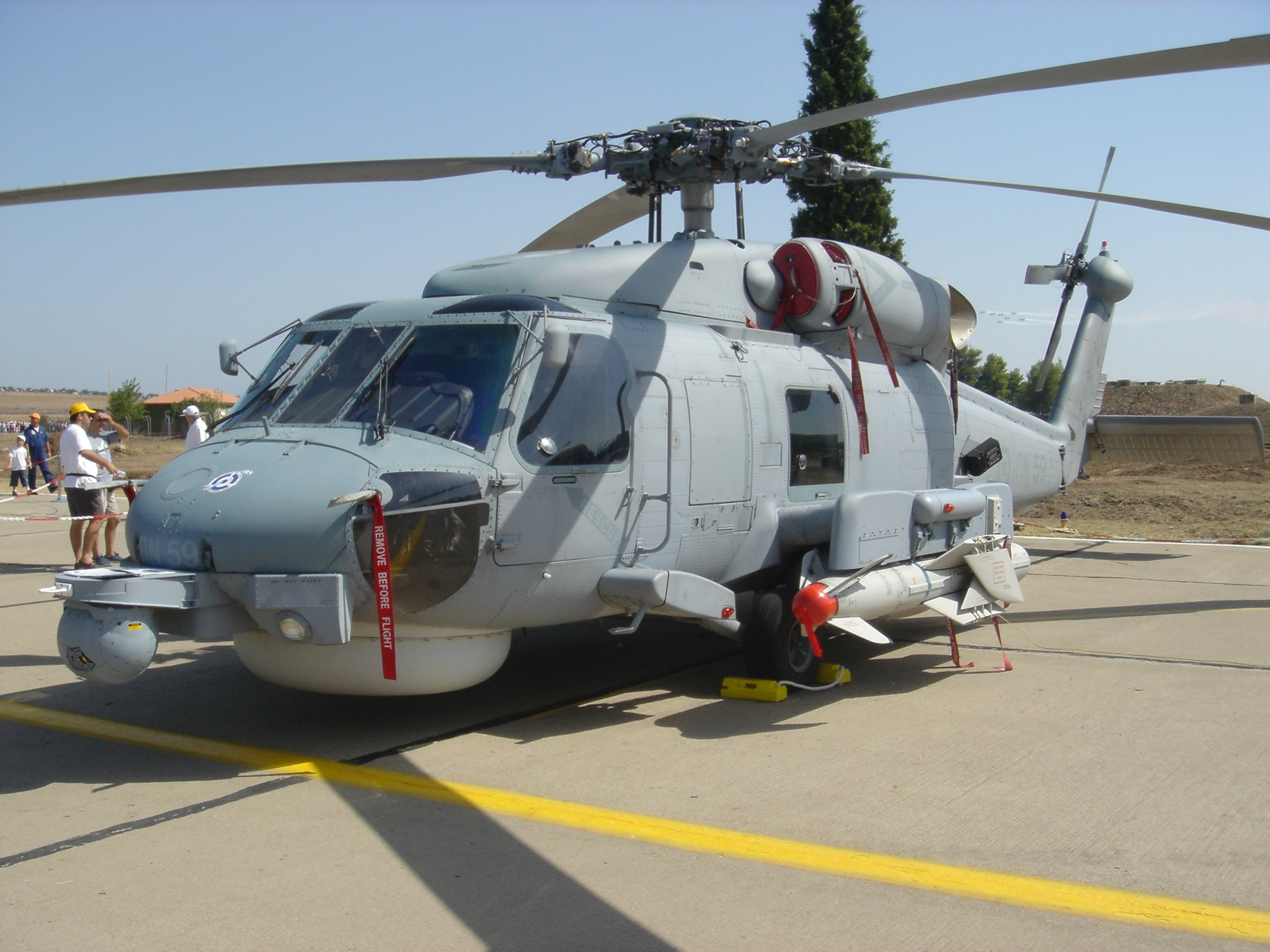
ギリシャ海軍のS-70B-6。ペンギン対艦ミサイルを装備している

ギリシャ海軍は、イドラ級フリゲートに搭載するためS-70B-6を採用し、非公式に「エージアンホーク」と呼称した。1992年8月に5機が発注され、後に6機が追加された。引き渡しは1994年より開始された。
ソノブイやMADを省いてAN/ASQ-18(V)3吊下式ソナーを装備するという点ではSH-60Fに近いが、AN/APS-143(V)3レーダーとAN/ALR-66(V)2電波探知装置も装備している。

### インド海軍
2020年5月に24機のMH-60Rを発注。2021年4月にインド海軍向け初号機が初飛行した。

### 韓国海軍
2021年、ロッキード・マーチンは米海軍航空システム軍団から大韓民国海軍に対外有償軍事援助（FMS）で供与するMH-60R 12機を4億4,723万ドルで受注したと発表した。

### シンガポール空軍
2005年1月にフォーミダブル級フリゲートの艦載ヘリコプターとして6機のS-70Bを発注し、2011年に就役。2013年にさらに2機を発注した。L-3長距離アクティブソナー、AN/ASQ-81(V)2磁気探知機、UYS-1音響処理ユニット、ARR-84受信機を装備し、Mk46またはMk50魚雷2本またはヘルファイア空対艦ミサイルを搭載可能。海軍の艦載ヘリコプターだが、空軍によって飛行・管理されている。2023年時点で、シンガポール空軍が8機のS-70Bを保有している。

### スペイン海軍
スペイン海軍は、サンタ・マリア級フリゲートの配備とともにS-70B-1を導入し、1988年12月にまず6機を受領した。またアルバロ・デ・バサン級フリゲートの建造に伴い、1998年には更に6機が追加された。
スペインではHS.23と称されており、SH-60Bの機体をベースにしつつ、ソノブイとともに、SH-60Fと同じAN/AQS-13F吊下式ソナーも装備している。またその後、ヘルファイアおよびペンギンの運用能力も追加されており、2003年より受領を開始した。
なおスペイン海軍では、S-70B-1のほかに、米海軍を退役したSH-60F 2機を導入して、輸送用に使用している。

### 中華民国(台湾)海軍

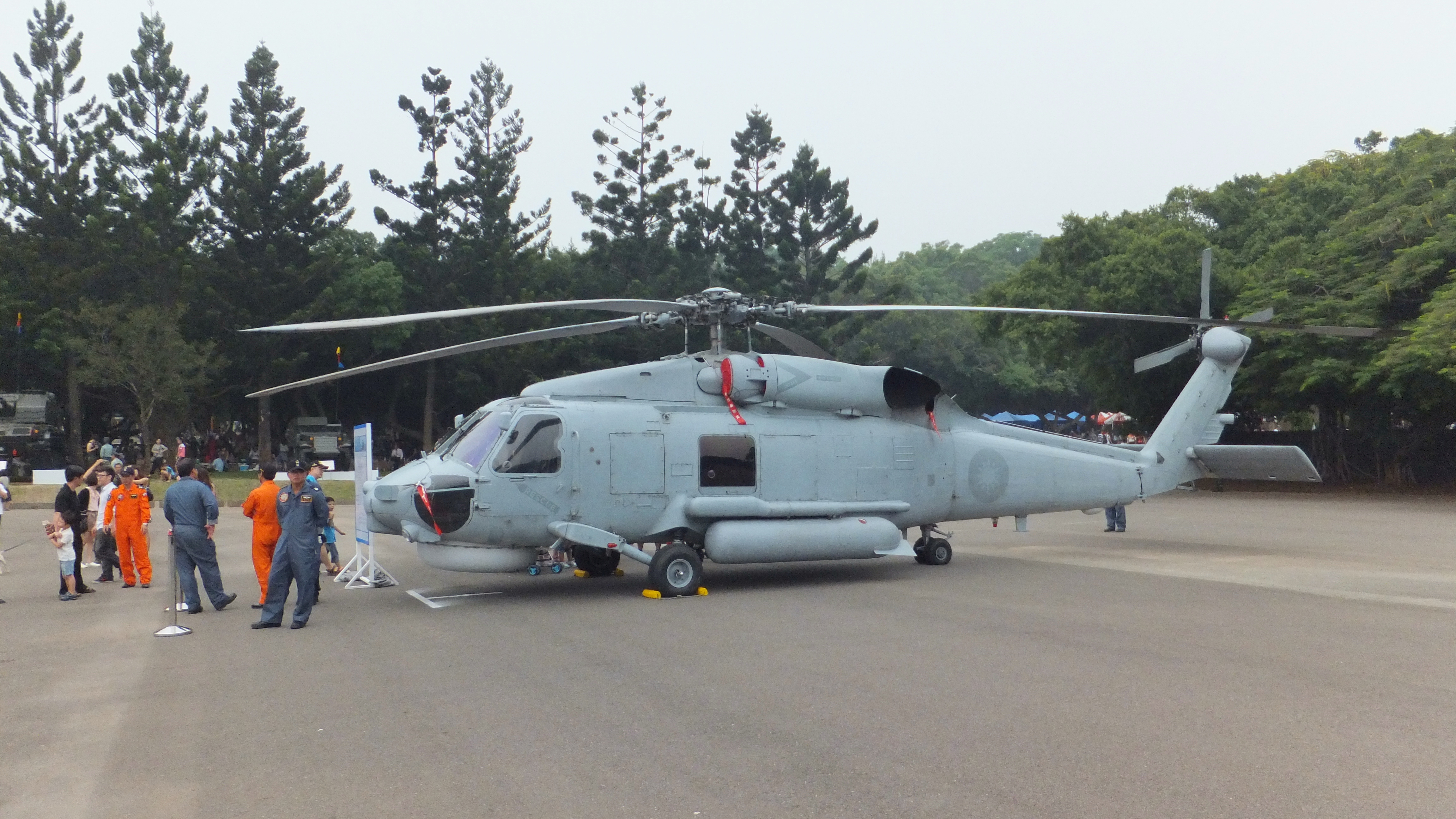
中華民国海軍のS-70C(M)。

台湾海軍の導入モデルはS-70C(M)-1/2 サンダーホークと称されている。1991年より引き渡しが開始され、21機が運用されている。
これはSH-60Bをベースとしており、AN/APS-128CレーダーやALR-606(V)2逆探装置も搭載する一方で、AN/ASQ-18(V)3吊下式ソナーも装備している。康定級フリゲート、成功級フリゲートや基隆級ミサイル駆逐艦において艦載機として運用されている。
なお、S-70Cは民間向けモデルの名称であるが、機体の規格はS-70Bと同様であり、「二つの中国」に関係する政治的な配慮による名称とされている。増大する中華人民共和国の脅威に危機感を強めている中華民国国防部では、2015年12月に米国からの「O・H・ペリー級駆逐艦」追加配備決定に伴い、改良モデルとなる艦載対潜ヘリを購入するとしている。

### トルコ海軍
トルコ海軍は、8機のS-70B-28を運用している。グラスコックピットを備えており、吊下式ソナーとしてヘルラスDS-100長距離アクティブソナーの他、AN/APS-143(V)レーダーを装備し、ヘルファイアミサイルの運用も可能。

### タイ海軍
タイ海軍は、1993年にS-70B-7を6機購入し、1997年より引き渡しを受けた。主に空母「チャクリ・ナルエベト」の搭載機として運用されている。
APS-143(V)3レーダー、ALR-606(V)2逆探装置を備えている。ただし吊下式ソナーやソノブイの装備、魚雷やASMの運用能力の付与は実現していない。

### その他
2010年代に入って、MH-60Rがデンマーク、ブラジル、イスラエル、サウジアラビアに採用されている。

## 仕様 (SH-60B)
出典：Brassey's World Aircraft & Systems Directory, Navy fact file Sikorsky S-70B

### 諸元
- 乗員：3-4名
- 積載量：B,F,H型は5名の乗員または貨物6,000lbまたは搭載貨物4,100lb、 S型は11名の乗員または9,000lbの貨物
- 全長：19.75m（64ft 8in）
- ローター全長：16.35m（53ft 8in）
- 全高：5.2m（17ft 2in）
- 回転翼面積：210m2（2,262ft2）
- 自重：6.895t（15,200lb）
- 全備重量：8.055t（17,758lb）
- 通常負荷：3.031t（6,684lb）
- 最大離陸重量：9.927t（21,884lb）
- エンジン：ゼネラル・エレクトリック T700-GE-401C ターボシャフト×2, 各離陸時1,890shp（1,410kW）

### 性能
- 最大速度：333 km/h（180 knots, 207 mph）
- 巡航速度：146 knots
- 航続距離：834 km（450nmi）巡航速度にて飛行時
- 高度限度：3,580 m（12,000ft）
- 上昇率：1,650 ft/min（8.38m/s）

### 武装
- 3基までのMk 46魚雷またはMk 50魚雷
- AGM-114 ヘルファイア、SH-60BとHH-60Hは4基のヘルファイアミサイル、MH-60S Block IIIは、8基のヘルファイアミサイルを搭載
- AGM-119 ペンギンミサイル（being phased out）
- M60DまたはM240DまたはGAU-16/A、GAU-21機銃またはGAU-17/A ミニガン

## 登場作品

### 映画・テレビドラマ
『エネミー・ライン』
NATO軍のヘリコプターとしてHH-60Hが登場。NATO海軍部司令官のピケ中将を、アドリア海に展開するニミッツ級航空母艦「カール・ヴィンソン」まで輸送する。
『キャプテン・フィリップス』
MH-60Sが登場。ソマリア沖の海賊に拉致されたフィリップス船長を救出するために実施された「ハイスピード作戦」にて、海賊とフィリップスが乗る救命艇の上空でホバリングし、強烈なダウンウォッシュを浴びせる。
『ゴジラシリーズ』
『ゴジラ』
海上自衛隊の哨戒ヘリコプターとしてSH-60Bが登場。機首下部に大型サーチライトを装備している。東京湾内で吊下式ソナーを用いてゴジラを捜索していた最中、目の前にゴジラが浮上する。
なお、映画製作時点で実際に海上自衛隊が装備する哨戒ヘリはHSS-2（SH-3）で、SH-60Jは未配備だった。作中に登場するSH-60Bは、実在するHSS-2の塗装とマーキングを当てはめて製作されたミニチュアであり、コックピットはスタジオに製作されたセットである。
『ゴジラ・モスラ・キングギドラ 大怪獣総攻撃』
防衛海軍の哨戒ヘリコプターとして、SH-60Bが登場。非常警戒態勢を受けて小笠原諸島近海でゴジラ捜索に従事しているほか、横浜での戦闘の際に哨戒艦隊司令部が置かれた架空の巡洋艦「あいづ」へと赴く立花准将が搭乗している。登場した機体はCGで描かれている。
『GODZILLA ゴジラ』
架空のニミッツ級空母「サラトガ」の艦載機として、SH-60Bが登場。モナークの雀路羅市放射線研究施設から避難する職員を輸送する他、洋上を移動するゴジラの監視に使用される。

『ザ・ラストシップ』
主人公たちが乗艦する架空のアーレイ・バーク級ミサイル駆逐艦「ネイサン・ジェームズ」の艦載機として、コールサイン「セイバーホーク1」とする機体が登場。偵察や対潜警戒、遭難者の捜索などに使用される。
撮影には実物のMH-60RとMH-60Sが使われているため、シーンによって映る機体が異なる場面がある。
『守護神』
HH-60Jが登場。
主人公はアメリカ沿岸警備隊の航空救難員で、救難活動や訓練のシーンにHH-60が登場する。
『ジュラシック・パークIII』
SH-60Bが登場。所属はHSL-37。終盤にアメリカ海兵隊とともに主人公たちの救出に駆けつけ、彼らを収容し母艦への帰路に着いていた最中、イスラ・ソルナ島から飛び立ったプテラノドンと遭遇する。
『ティアーズ・オブ・ザ・サン』
HH-60H・SH-60B・SH-60Fが登場。
HH-60Hは、冒頭で1機が主人公のウォーターズ大尉らNavy SEALsをニミッツ級空母「ハリー・S・トルーマン」まで輸送する。
SH-60Bは、序盤に2機が搬出用ヘリコプターとして主人公たちの回収を行い、終盤では3機がロード大佐と海兵を乗せて主人公たちの救援に飛来する。
SH-60Fは、冒頭で2機がナイジェリアから救助してきた大使や在留外国人たちを「ハリー・S・トルーマン」まで輸送する。
『ネイビーシールズ』
MH-60SとSH-60Fが登場。
MH-60Sは、セドロス島にあるテロリストの拠点を急襲するNavy SEALs隊員たちを支援し、その後、アメリカへの侵入を目指すテロリストたちを追うNavy SEALs隊員たちを、アメリカ・メキシコ国境まで輸送する。
SH-60Fは、南太平洋でのクリスト捕縛作戦時に、クリストが乗るプレジャーボートへNavy SEALs隊員たちを降下させる。
『バトルシップ』
MH-60RとSH-60Fが登場。
MH-60Rは、コールサイン「スコーピオン14」とする機体が、主人公のホッパー大尉を彼の兄が乗艦するアーレイ・バーク級駆逐艦「サンプソン」まで輸送する。
SH-60Fは、1日目のリムパック演習の中で、ニミッツ級空母「ロナルド・レーガン」に着艦する様子が映されている。
『レッド・オクトーバーを追え!』
オリバー・ハザード・ペリー級ミサイルフリゲート「ルーベン・ジェームズ」の艦載機として、コールサイン「シーホーク1」とするSH-60Bが登場。架空のタイフーン型原子力潜水艦「レッド・オクトーバー」を手土産にアメリカへの亡命を図るマルコ・ラミウス大佐を支援するべく、偽装工作のためにレッド・オクトーバーに対して短魚雷を投下する。

### アニメ・漫画
『最臭兵器』
アメリカ海軍所属機が登場。Navy SEALsを乗せたCH-53E スーパースタリオンを護衛する。
『ジョジョの奇妙な冒険 ストーンオーシャン』
アメリカ沿岸警備隊のHH-60Jが登場。時の加速により異常な速度で降下してしまい、墜落とともに爆散する。
『沈黙の艦隊』
アメリカ海軍のSH-60Bで構成された部隊として、第3艦隊所属艦載ヘリ部隊「ダッグ隊」や大西洋艦隊所属ヘリ部隊「レッドオルカ隊」や「ブラックシャーク隊」などが登場。主人公の海江田四郎が駆る原子力潜水艦「やまと」に対する索敵や各種対潜爆弾による攻撃、威嚇攻撃などを行う。実機では搭載できない空対空ミサイルを搭載している機体も登場する。
『武装錬金』
漫画版第77話に登場。携行兵装が武装錬金「ジェノサイド・サーカス」であるため、錬金戦団が運用する機体である。

### 小説
『ピノキオ急襲』
MH-60Sが登場。ひゅうが型護衛艦「いせ」に着艦し、ロボット兵士「ピノキオ」の死体を回収する。

### ゲーム
『ARMA 2』
プレイヤーが操作可能。
『Modern Warships』
プレイヤーが操作可能な艦載機として登場する。
『Operation Flashpoint: Dragon Rising』
アメリカ海兵隊陣営で使用可能なヘリコプターとしてMH-60Sが登場する。ドアガンとして両扉にM134 ミニガンを搭載している。
『Wargame Red Dragon』
NATO陣営のアメリカ軍デッキで使用可能なヘリコプターとしてSH-60Bが登場する。武装としてAGM-114A ヘルファイア対戦車ミサイルを搭載している。
『バトルフィールド2』
USMCの輸送ヘリコプターとして登場する。ドアガンとして両扉にM134を搭載している。
『ブルーアーカイブ -Blue Archive-』
SRT特殊学園が使用している。モエのEXスキルにてその姿を見ることが出来る。
アビドス高等学校が「雨雲号」という名で三機保有している。アヤネ(水着)のEXスキルで登場する他、メインストーリーの対策委員会編3章14話にてアヤネが三機をワンオペしている様子を見ることができる。
『メタルギアソリッド2』
プラント編でNavy SEALs チーム10がビッグ・シェルを占拠した「サンズ・オブ・リバティ」の制圧および、大統領をはじめとする人質救出のためにHH-60Hを2機使用する。全隊員をファストロープで降下させるが、後にサンズ・オブ・リバティのAV-8B ハリアーIIによって2機とも撃墜される。